# Калуђерец
Калуђерец (мкд. Калуѓерец) је насеље у Северној Македонији, у средишњем делу државе. Калуђерец припада општини Македонски Брод.

## Географија
Насеље Калуђерец је смештено у средишњем делу Северне Македоније. Од седишта општине, градића Македонски Брод, насеље је удаљено 25 km северно.
Рељеф: Калуђерец се налази у области Порече, која обухвата средишњи део слика реке Треске. Дато подручје је изразито планинско. Насеље је положено на југоисточним падинама Суве Горе. Надморска висина насеља је приближно 720 метара.
Клима у насељу је планинска због знатне надморске висине.

## Историја
Почетком 20. века, као и Порече, становништво Калуђереца је било наклоњено српској народној замисли, па се месно становништво у изјашњавало Србима.

## Становништво
По попису становништва из 2002. године Калуђерец је имао 47 становника.
Претежно становништво у насељу су етнички Македонци (98% према последњем попису).
Већинска вероисповест у насељу је православље.